# خلل (علم الفلك)
في علم فلك النجوم النابضة، الخلل هو انقطاع مفاجئ في فترة تردد دوران النباض.بسبب الكبح الناتج عن انبعاثات الإشعاع والجسيمات عالية الطاقة.ومن غير المعروف ما إذا كانت هناك صلة بين الخلل وضوضاء التوقيت الذي تظهرة جميع النجوم النابضة.
بعد الخلل تحدث فترة انتعاش تدريجية تمتد من أيام إلى سنوات . وفي الوقت الحالي، لوحظ وجود الخلل في نبضات نباض السرطان ونباض فيلا ودرس على نطاق واسع.

## الاسباب
السبب الدقيق لهذا الخلل غير معروف، ويعتقد أنه ناجم عن عملية داخل النجم النباض. ومن الأسباب التي يعتقد علماء الفلك أنها مسؤولة عن خلل النبض -تزلزل النجم، وفي هذه الحالة تكون الشقوق في قشرة النجم النيوتروني هي المسؤلة عن الخلل، حيث يتم إعادة تنظيم المادة داخل النجم. أو أنها بسبب دوامات في النواة المائعة للنجم النيوتروني.